# Мезенцев Володимир Ігорович
Володимир Ігорович Мезенцев (нар. 27 вересня 1953, Київ) — канадський та український спеціаліст з історії, археології та архітектури середньовічної і модерної України й Візантії. Доктор філософії (кандидат історичних наук).

## Життєпис
Народився у Києві в українській родині архітектора Ігоря та археолога і музеєзнавиці Галини Мезенцевих. Брат Олексій — художник.
1975 закінчив історичний факультет Київського державного університету за спеціальністю «археологія».
Працював в Інституті археології АН УРСР. Досліджував історію давньоруського періоду, зокрема, топографію стародавнього Чернігова. Брав участь в археологічних експедиціях. 1981 захистив кандидатську дисертацію «Стародавній Чернігів. Генезис та історична топографія міста» (науковий керівник — чл.-кор. АН СРСР В. Т. Пашуто).
1982—1983 — молодший науковий співробітник відділу джерелознавства та допоміжних історичних дисциплін (сектор історії Київської Русі) Інституту історії АН УРСР.
Після перебування в Норвегії у складі археологічної експедиції АН СРСР (червень — жовтень 1983 р.) не повернувся в СРСР. Рішенням Вченої ради від 27 жовтня 1983 р., що одностайно засудила дії Володимира Мезенцева як «зраду Батьківщини», ухвалено позбавити його наукового ступеня кандидата історичних наук.
1984—1987 перебував на пост-докторських студіях у Гарвардському університеті (США), у 1988—1989 — в університеті Торонто (Канада). З 1987 був науковим співробітником, викладачем Понтифікального інституту середньовічних досліджень (Торонто, Канада). 2000—2008 викладав курс із слов'янської цивілізації на славістичному відділі Торонтського університету; також читав лекції з українського середньовічного мистецтва в цьому університеті та з візантійської й української церковної архітектури в Інституті імені митрополита Андрея Шептицького при Університеті св. Павла в Оттаві та літній школі Українського католицького університету; водночас, від 2002 — науковий співробник (Research Associate) Центру українських історичних досліджень ім. Петра Яцика при відділі Канадського інституту українських студій у Торонто, що адмініструє Батуринським проєктом.
Брав участь у численних археологічних і польових дослідженнях архітектурних пам'яток в Україні, Польщі, Норвегії, Греції, Туреччині, Болгарії та Італії.
Співкерівник (від 2001), виконавчий директор від Канади (від 2009) Міжнародної археологічної експедиції, що здійснює археологічні дослідження у м. Батурин і його околицях. Також продюсер і співавтор сценаріїв трьох документальних фільмів про старожитності Батурина та його розкопки українською й англійською мовами. Вони кілька разів демонструвались на телебаченні України, Канади та США.

## Наукові праці
Досліджував церковну та палацову архітектуру княжого Києва і Чернігова у порівняннях з візантійським, балканським та кавказьким зодчеством, історію та археологію козацько-гетьманської держави, архітектуру, будівельну й декоративну техніку українського бароко, а також візантійські та західноєвропейські впливи на мистецтво України-Русі.
Автор понад 300 публікацій, а також численних статей в інтернет-виданнях українською та англійською мовами.
Результати досліджень В. І. Мезенцева та його колег у Батурині опубліковано у буклетах серії «Історико-археологічні досліди Батурина», що містять короткі нариси результатів археологічних досліджень гетьманської столиці починаючи з 2010 р. Буклети мають 24-36 стор. українською мовою і 50-80 кольорових ілюстрацій. Ці науково-популярні історико-археологічні праці авторів рекомендуються широкому колу читачів і вченим, усім шанувальникам української старовини.

## Відзнаки
Український Орден «За заслуги» ІІІ-го ступеня (2009, за вагомий внесок у вивченні історичної спадщини Батурина).